# Arborg (Manitoba)
Der kanadische Ort Arborg liegt im Gemeindegebiet von Bifrost in Manitoba, Interlake Region, 100 Kilometer nördlich von Winnipeg.
Hauptwirtschaftsfaktor von Arbog ist die Landwirtschaft.
Im Jahre 2005 wurde in Arborg zum ersten Mal in Manitoba ein Biodiesel-Kraftwerk gebaut, genannt Bifrost Bio-Blends. Der Hauptkunde des Kraftwerkes ist Manitoba Hydro.

## Persönlichkeiten

### Söhne und Töchter der Stadt
- Carolyn Darbyshire (* 1963), Curlerin
- Snjolaug Sigurdson (1914–1979), Pianistin und Musikpädagogin